# Обличчя (фільм, 2018)
«Обличчя» (пол. Twarz) — польський драматичний фільм 2018 року, поставлений режисеркою Малгожатою Шумовською. Світова прем'єра стрічки відбулася 23 лютого 2018 року на 68-му Берлінському міжнародному кінофестивалі, де вона брала участь в основній конкурсній програмі та була відзначена «Срібним ведмедем» — Гран-прі журі . «Обличчя» був обраний фільмом-відкриття 47-го Київського міжнародного кінофестивалю «Молодість» 2018 року.

## Сюжет
Молодий бунтар Яцек з польської глибинки любить слухати важку музику, зустрічається з легковажною зіркою вечірок і планує втекти до великого міста. Але поки що Яцек вимушений жити з консервативною ріднею та працювати на будівництві, де зводять найвищу статую Ісуса. Одного разу, стоячи на підйомнику, він зривається вниз. Після операції й важкого відновлення колишній красень перетворюється на ізгоя, якого не визнають ні батьки, ні наречена. Тільки вірна сестра залишається йому підтримкою.

## У ролях
| • Матеуш Косьцюкевич | … | Яцек            |
| • Агнешка Подсядлик  | … | сестра Яцека    |
| • Малгожата Гороль   | … | Дагмара         |
| • Анна Томашевська   | … | матір Яцека     |
| • Даріуш Чиджнакі    | … | Брат Яцека      |
| • Роберт Таларчик    | … | свояк Яцека     |
| • Роман Ганцарчик    | … | ксьондз         |
| • Івона Бельська     | … | матір Дагмари   |
| • Мартіна Кшиштофик  | … | невістка Яцека  |
| • Кшиштоф Чечот      | … | бізнесмен       |
| • Кшиштоф Ібич       | … | репортер        |
| • Єва Колосінська    | … | Маріанна Бончик |
| • Добромир Димецький | … | лікар           |

## Знімальна група
- Автори сценарію — Міхал Енглерт, Малгожата Шумовська
- Режисер-постановник — Малгожата Шумовська
- Продюсер — Яцек Дросіо
- Оператор — Міхал Енглерт
- Монтаж — Яцек Дросіо
- Художник-постановник —
- Художники з костюмів — Юлія Яжа-Братанєц, Катажина Левінська
- Художник-декоратор — Марек Заверуха

## Нагороди та номінації
| Список нагород та номінацій           | Список нагород та номінацій | Список нагород та номінацій       | Список нагород та номінацій | Список нагород та номінацій | Список нагород та номінацій |
| Кінофестиваль/Кінопремія              | Рік                         | Категорія                         | Номінант(и)                 | Результат                   | Дж                          |
| ------------------------------------- | --------------------------- | --------------------------------- | --------------------------- | --------------------------- | --------------------------- |
| Берлінський міжнародний кінофестиваль | 2018                        | Золотий ведмідь                   | Обличчя                     | Номінація                   | [ 1 ] [ 2 ]                 |
| Берлінський міжнародний кінофестиваль | 2018                        | «Срібний ведмідь» — Гран-прі журі | Обличчя                     | Перемога                    | [ 4 ]                       |
| Кінофестиваль у Гдині                 | 2018                        | Найкращий фільм                   | Обличчя                     | Номінація                   |                             |